# Violet Neilson
Violet Neilson (16 de julio de 1931 - 11 de junio de 2024) fue una política y maestra jamaicana. Miembro del Partido Nacional del Pueblo, fue la primera mujer presidenta de la Cámara de Representantes y la primera mujer presidenta de la Sociedad Agrícola de Jamaica (JAS).

## Primeros años
Neilson nació en Somerton, St. James, Jamaica, el 16 de julio de 1931, hija de Caswell y Ellen (de soltera Stewart). Se educó en el Mico Teachers' College en Kingston y regresó a Somerton para convertirse en maestra.

## Carrera
Neilson fue maestra durante unos diecinueve años. Luego trabajó como secretaria para el miembro del parlamento de St. James South East, Upton Robotham. Fue miembro del parlamento por Saint James East Central desde 1989 hasta 1997.

## Vida posterior y fallecimiento
Después de retirarse de la política, se convirtió en voluntaria activa en la Somerton United Church.
Neilson falleció el 11 de junio de 2024, a los 92 años.